# Basquiat (film)
Basquiat je americký životopisný film režiséra Juliana Schnabela z roku 1996. Pojednává o malíři Jean-Michelovi Basquiatovi, kterého zde hraje Jeffrey Wright. Další z hlavních rolí, Andyho Warhola ztvárnil David Bowie. Autorem hudby k filmu je spolu se Schnabelem velšský hudebník John Cale.

## Obsazení
| Jeffrey Wright       | Jean-Michel Basquiat |
| David Bowie          | Andy Warhol          |
| Benicio del Toro     | Benny Dalmau         |
| Gary Oldman          | Albert Milo          |
| Michael Wincott      | René Ricard          |
| Claire Forlani       | Gina Cardinale       |
| Dennis Hopper        | Bruno Bischofberger  |
| Tatum O'Neal         | Cynthia Kruger       |
| Courtney Love        | Big Pink             |
| Christopher Walken   | reportér             |
| Willem Dafoe         | elektrikář           |
| Parker Posey         | Mary Boone           |
| Rene Rivera          | Juan                 |
| Sam Rockwell         | Thug                 |
| Rockets Redglare     | sám sebe             |
| Michael Badalucco    |                      |
| Joseph R. Gannascoli | stráž v nemocnici    |
| Vincent Gallo        | sám sebe             |